# Катастрофа F27 под Джакартой
Катастрофа F27 под Джакартой — авиакатастрофа самолёта Fokker F27 ВВС Индонезии, произошедшая в 14:45 по местному времени 21 июня 2012 года в пригороде Джакарты при заходе на посадку в аэропорту Халим Перданакусума.
Самолёт Fokker F27 при заходе на посадку врезался в жилой комплекс «Раджавали», возникший пожар охватил восемь домов.

## Воздушное судно
Самолёт Fokker F27 ВВС Индонезии с бортовым номером А2708 был выпущен в 1977 году (по другим данным в 1958 году) и последние 20 лет использовался ВВС Индонезии.

## Происшествие
В 13:10 по местному времени из аэропорта Халим Перданакусума вылетел Fokker F27 для выполнения 90-минутного тренировочного полёта, на борту находилось 7 военнослужащих. В 14:45 по местному времени при заходе на посадку в аэропорту Халим Перданакусума самолёт врезался в жилой комплекс «Раджавали».

## Пострадавшие и жертвы
По данным на 22 июня 2012 года в результате авиакатастрофы погибло 11 человек, все находившиеся на борту 7 военнослужащих и 4 человека на земле (все они являются членами семьи майора ВВС Индонезии Йоханеса Анди Сосанга), не менее 35 человек госпитализированы.